# Manuel Godoy
Manuel Francisco Domingo Godoy Álvarez de Faria Ríos Sánchez Zarzosa, principe della Pace (Badajoz, 12 maggio 1767 – Parigi, 7 ottobre 1851), è stato un nobile e politico spagnolo.
Fu I principe de la Paz, I principe Godoy di Bassano, I principe di Paserano, I duca di Sueca e grande di Spagna di I classe, I duca di Alcúdia e grande di Spagna di I classe, marchese di Alcúdia, I conte di Évora Monte, visconte di Alto Castillo, I barone di Mascalbó, signore de los Estados de la Campana de Albalat y la Serena, de Lago de Albufera (Valencia), e dei villaggi di Huetor de Santillan e Veas, signore de los Sotos de Roma y Aldovea, rettore perpetuo delle città di Madrid, Nava del Rey e Reus, e delle città di Burgos, Segovia, Valencia, Murcia, Ronda, Manresa, Guadalajara, Gerona, Barcelona, Peñíscola, Sanlúcar de Barrameda, Lérida, Toledo, Toro, Zamora, Asunción de Paraguay, Buenos Aires e Messico.
Nella sua vita ricevette molti titoli, incarichi di pregio ed onorificenze, tra cui il titolo di Principe della Pace (Príncipe de la Paz), col quale fu molto noto nella sua epoca, conferitogli a seguito dei successi diplomatici ottenuti durante le guerre rivoluzionarie francesi. Raggiunto il potere giovanissimo come favorito dei reali; malgrado i molti disastri nei quali fu coinvolto mantenne le proprie posizioni con la corruzione. Molti generali spagnoli incolparono Godoy della disastrosa guerra contro l'Inghilterra, che aveva fatto precipitare nell'oblio l'Impero spagnolo e ne aveva rovinato le finanze.

## Biografia

### La famiglia
Godoy nacque nel 1767, figlio minore di genitori della nobiltà impoverita locale. Suo padre era José de Godoy y Sánchez de los Ríos, de Cáceres y Méndez,
Suoi fratelli e sorelle furono:
- José de Godoy y Álvarez de Faria, nato a Badajoz, canonico di Badajoz e di Toledo;
- Luis de Godoy y Álvarez de Faria (Badajoz – Roma, 1761 - Madrid 1797), cavaliere di Santiago (dal 1787), sposò Juana de Armendáriz, figlia del marchese di Castelfuerte; tenente generale (teniente-general) dell'esercito regio
- Diego de Godoy y Álvarez de Faria de los Ríos Sánchez Zarzosa, I duca di Almodóvar del Campo, cavaliere di Calatrava dal 1794, sposato con Pascuala Paes e con Josefa Olazábal, ma senza eredi
- María Antonia de Godoy y Álvarez de Faria (Badajoz – Genova, 25 luglio 1836), sposò a Madrid il 15 agosto 1790 Miguel de la Grúa Talamanca y Branciforte, marchese di Branciforte, cavaliere di Santiago e dell'ordine di Carlo III, nonché Viceré della Nuova Spagna
- Ramona de las Mercedes de Godoy y Álvarez de Faria, sposò Manuel José Cándido de Moreno Cidoncha, I conte di Fuente Blanca

La nobiltà dei quattro cognomi che possedeva era enfatizzata dall'entrata di suo fratello Luis nell'Ordine di Santiago e da suo fratello Diego nell'Ordine di Calatrava. Suo padre José entrò, senza prove, nell'Ordine di Carlo III nel 1794, e due dei fratelli di sua madre, José e Juan Manuel Álvarez de Faria y Sánchez, Pimienta y Zarzosa, adottarono l'abito religioso di Santiago nel 1792, ed al primo venne anche conferita la croce di cavaliere di Carlo III nel 1801.
La Casa dei Godoy aveva origini piuttosto antiche e veniva ascritta nell'area della Galizia, dove il primo membro citato fu Pedro Ruíz de Godoy, figlio di Rodrigo Alfonso. Questo cavaliere sposò Teresa, figlia di Juan Muñiz. Don Pedro Muñiz de Godoy si era distinto come cavaliere al seguito di Enrico II di Castiglia del quale era intimo consigliere, ottenendo tra l'altro il titolo di Capitán-General della Frontiera del Portogallo, morendo nel 1387 nella Battaglia di Valverde, dopo essere stato gran maestro degli ordini di Calatrava e Santiago.

### I primi anni

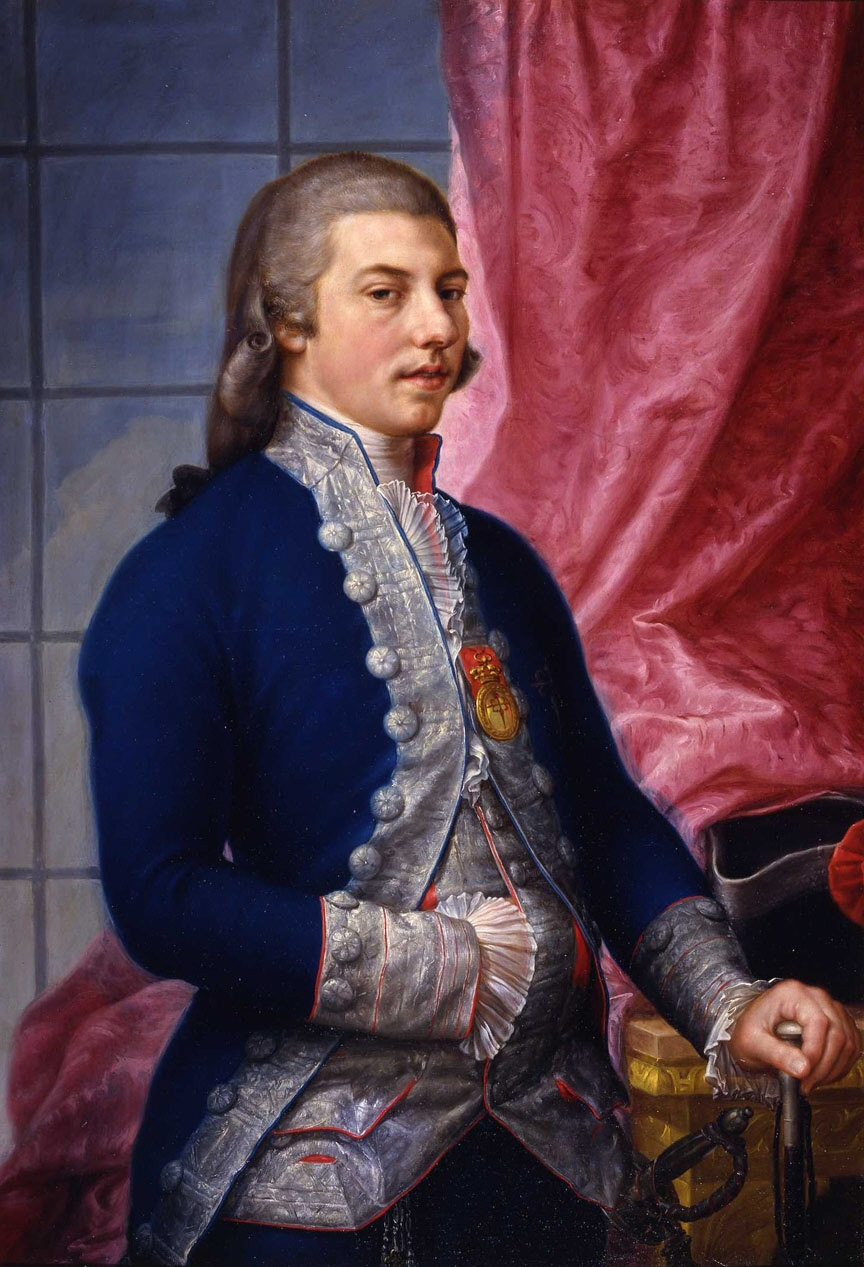
Manuel Godoy ritratto da Francisco Bayeu nel 1792.

Nel 1784, all'età di 17 anni, Godoy si spostò a Madrid dove entrò nella guardia del corpo del re. Nel periodo in cui si recò a Madrid, ebbe anche modo di perfezionare la propria abilità nel canto e nel suonare la chitarra (pur negandolo poi nelle sue memorie successive), il che lo introdusse facilmente a palazzo, dove la sua intelligenza ed audacia gli ottennero in breve tempo i favori della regina Maria Luisa e quindi poi del re Carlo IV.
Il 30 dicembre 1788 gli venne garantito l'incarico di "Cadete supernumerario" al palazzo reale e nel maggio del 1789 venne promosso al grado di colonnello. Nel novembre del 1789 venne nominato cavaliere dell'Ordine di Santiago, e nell'agosto del 1790 venne avanzato al grado di commendatore del medesimo ordine. Nel 1791 fu aiutante generale della guardia personale del sovrano, e nel febbraio venne nominato maresciallo di campo, nel marzo gentiluomo di camera (Gentilhombre de la Cámara), e nel luglio tenente generale nonché cavaliere di Gran Croce dell'Ordine di Carlo III nel 1791.

### Primo Ministro di Spagna
Le frequenti promozioni di Godoy erano un chiaro segno della sua crescente influenza sul re e sulla regina. Nel 1791 il primo ministro Floridablanca accusò Godoy di una relazione adultera con la regina. Nel gennaio del 1792 Floridablanca dovette rinunciare al proprio incarico perché accusato di intrattenere relazioni con la Francia repubblicana da poco sorta dalla rivoluzione. Il suo successore, Aranda, rinunciò al suo incarico nel novembre successivo e per questo la regina Maria Luisa predispose Godoy al ruolo di primo ministro. La nomina di Godoy venne benvoluta anche da Carlo IV il quale, avendo sempre avuto un pessimo talento per il governo, appariva ben felice di affidare le sorti dello stato ad un uomo competente e di fiducia.
Nel 1792 Godoy venne nominato duca di Alcúdia con grandezza e cavaliere dell'Ordine del Toson d'oro l'anno successivo. L'anno ancora dopo venne nominato Capitano Generale e duca di Sueca, marchese di Alvarez e signore di Soto de Roma. Egli fu inoltre il 15° ministro degli esteri spagnolo dal 15 novembre 1792.

#### Le guerre

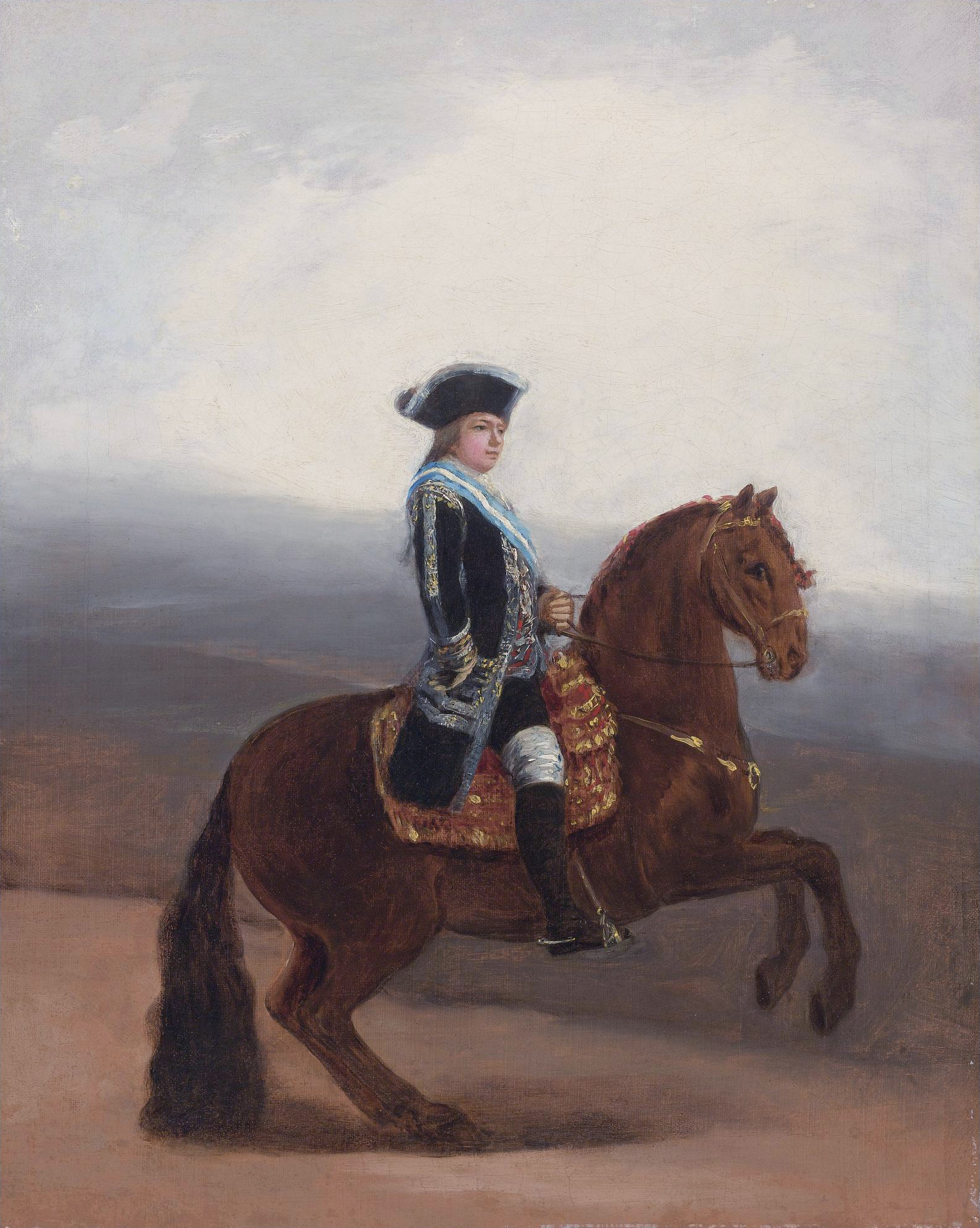
Ritratto equestre di Godoy eseguito dal Goya.

Godoy continuò come primo ministro una politica neutrale della Spagna nei confronti della Repubblica Francese. Nel 1793 fallì il suo tentativo di salvare re Luigi XVI dalla ghigliottina. La protesta della Spagna contro l'esecuzione di Luigi e la sua adesione alla prima alleanza con altri stati europei in funzione antifrancese, portò alla Guerra dei Pirenei. Le armate francesi tentarono di avanzare in Spagna da nord (distretti baschi) e da est (Catalogna). Nel luglio del 1795 Godoy negoziò la Pace di Basilea con la Francia, nella quale la frontiera spagnola venne restaurata nei suoi precedenti confini, ma la sua porzione dell'isola americana di Hispaniola venne ceduta ai francesi. Anche se Godoy venne criticato per il trattato, egli ricevette dopo la conclusione dei negoziati il titolo di "Principe della Pace" (Principe de la Paz) con Grandeza. Nell'agosto del 1796 Godoy negoziò e siglò il Secondo Trattato di San Ildefonso con la Francia, che richiedeva alla Spagna di dichiarare guerra alla Gran Bretagna. Questo trattato pose il Portogallo, alleato della Spagna, in una posizione difficile in quanto questi era già alleato proprio della Gran Bretagna.

### Nuovi onori
Nel 1797 Godoy ottenne da Carlo IV il titolo di I contessa di Castillo Fiel e I viscontessa di Rocafuerte (lettere del 14 luglio 1807) per la sua amante, Josefa Petra Francisca de Paula (Pepita) de Tudó y Cathalán, Alemany y Luecia, nata a Cadice il 19 maggio 1779, figlia del generale di brigata Antonio de Tudó y Alemany, governatore del palazzo reale del Buen Retiro, e di sua moglie Catalina Cathalán y Luecia. Alcune fonti riportano un matrimonio segreto tra Godoy e Pepita, che si suppone si sia celebrato il 22 giugno 1797 al Prado.
Nel 1797 la regina Maria Luisa dispose un matrimonio onorevole per Godoy, nella speranza che questo lo avrebbe allontanato dalla sua amante e nel contempo potesse meglio celare la sua stessa relazione segreta con Godoy. Doña María Teresa Carolina de Borbón y Vallabriga, Farnesio y Rozas, nata a Velada il 6 marzo 1779, cugina di Carlo IV e figlia dell'esiliato zio Luis de Borbón y Farnesio, XIII conte di Chinchón, venne prescelta come sposa per Godoy. Anche se i due sposi non si erano mai incontrati prima, Maria Teresa aveva già acconsentito al matrimonio per ristabilire le fortune della sua famiglia. La coppia si sposò l'11 settembre o 2 ottobre all'Escorial. Godoy ricevette anche una dote dalla sposa, eppure continuò a vivere in casa con amante e moglie.
Godoy venne rimosso dall'incarico di primo ministro nel 1797 ed elevato alla posizione di capitano generale (Capitán-General). La sua posizione era stata compromessa dall'andamento degli scontri sia con la Repubblica Francese che con la regina Maria Luisa, fatti che lo costrinsero a rimettere anche la carica di ministro degli esteri dal 30 marzo 1798. Nell'ottobre del 1800 Maria Teresa, moglie di Godoy (alla quale era stato già conferito dal 1799 il titolo di I marchesa di Boadilla del Monte), diede alla luce una figlia Carlota Luisa Manuela, unica figlia di Godoy che ne erediterà la fortuna e i titoli. Venne battezzata all'Escorial di Madrid con Carlo IV e Maria Luisa come padrino e madrina.

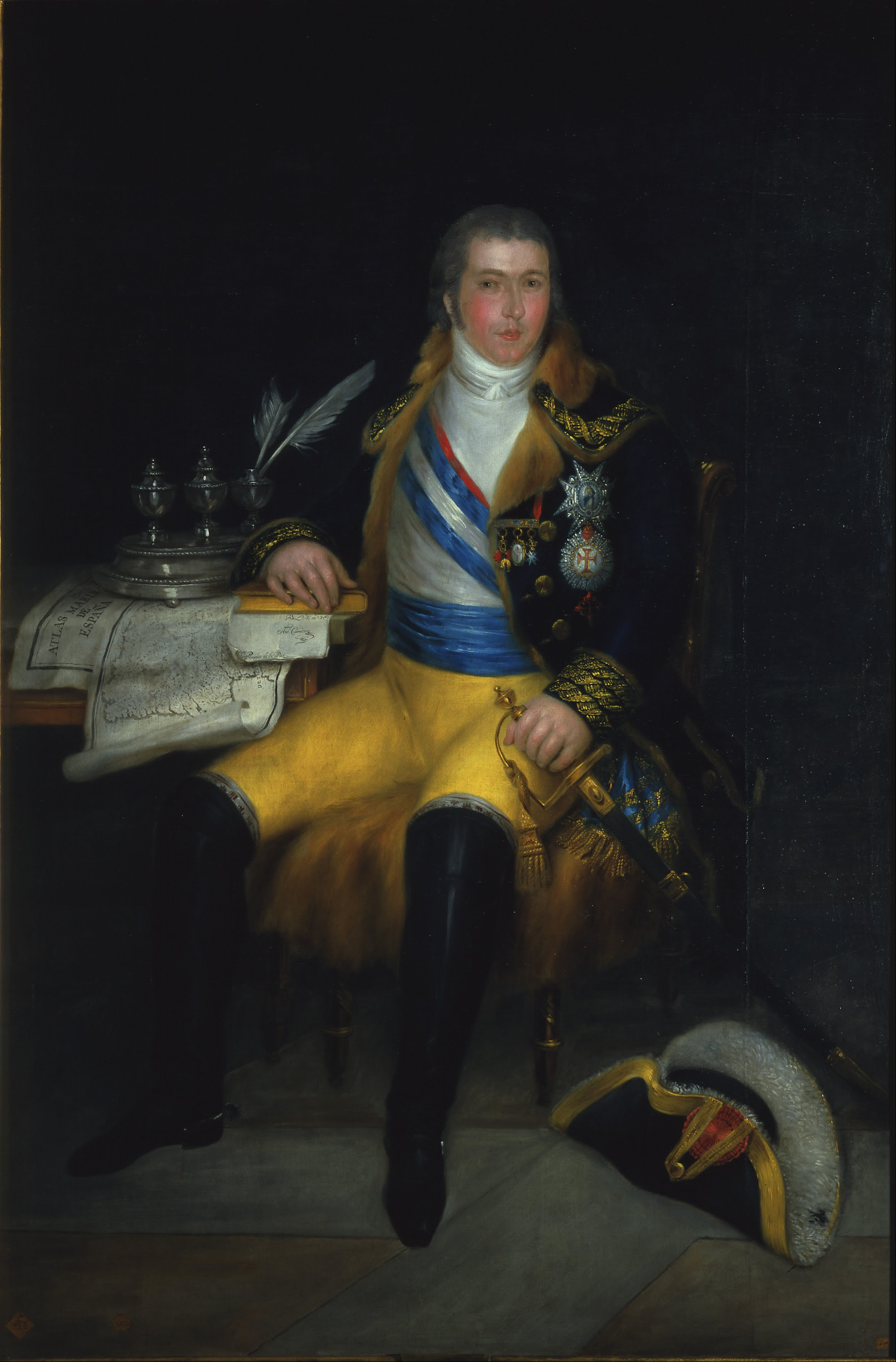
Ritratto di Manuel Godoy (1801-1803) ad opera di Antonio Carnicero

### Nuovamente primo ministro (1801-1808)
Godoy venne rinominato primo ministro del Regno di Spagna nel 1801 e da subito, col sostegno della Francia, egli poté dichiarare guerra al Portogallo. Utilizzando il suo incarico di capitano generale, egli guidò l'esercito nel 1801 nell'invasione del Portogallo e nella campagna di successo che gli autori spagnoli chiamarono guerra delle arance (Guerra de las Naranjas o Guerra das Laranjas). La sua armata lasciò Badajoz il 20 maggio di quell'anno. Senza assedio si arresero agli spagnoli Olivença e Juromenha, come del resto fecero Arronches, Portalegre, Castelo de Vide, Barbacena e Ouguela. Campo Maior capitolò dopo un assedio di diciassette giorni, la notte del 6 giugno, quando ormai era già stata siglata la Pace di Badajoz. Ne risultò per il Portogallo la perdita di Olivença.
Nel 1802 egli negoziò il Trattato di Amiens con la Gran Bretagna; la Spagna cedette l'isola di Trinidad agli inglesi ma riottenne Minorca. In quello stesso anno Napoleone Bonaparte scrisse a re Carlo IV una lettera confidenziale, ribadendo che ormai Godoy stava agendo in Spagna da re e che era a tutti gli effetti l'amante della regina Maria Luisa. La lettera venne intercettata dallo staff di Godoy, ma venne comunque consegnata correttamente a destinazione. Elevato alla posizione di generalissimo dell'esercito spagnolo di mare e di terra (1804), gli venne anche garantita una scorta personale. Nel frattempo, sua moglie aveva ereditato anche le fortune del fratello, che era entrato nel clero.
Nel 1805 gli inglesi attaccarono le navi spagnole in partenza dai porti del Perù dirette verso la Spagna, costringendo Godoy a dichiarare nuovamente guerra. Il 21 ottobre le flotte francese e spagnola subirono l'umiliante sconfitta della battaglia di Trafalgar, ponendo fine al ruolo della Spagna come grande potenza mondiale. Nel 1805 nacque un figlio dalla sua amante, Manuel, e nel 1807 un altro, Luis.

#### 1807: il Trattato di Fontainebleau
Nel 1807 Godoy ricevette il titolo di Altezza Serenissima e sul finire dell'anno negoziò il Trattato di Fontainebleau con Napoleone, che eliminò il Portogallo dalla lista delle nazioni e divise il paese tra i vincitori. Godoy ottenne il "Principato dell'Algarve", con Alentejo e Algarve, sotto il protettorato del re di Spagna. Questo trattato precedette la prima invasione francese in Portogallo e pertanto nell'art. 1 del trattato si indicava come la metà inferiore del Portogallo sarebbe spettata di diritto a Godoy come "Principe dell'Algarve", anche se questo passo non piacque al principe ereditario spagnolo Ferdinando, il quale odiava Godoy e lo strapotere che aveva acquisito.
Ma le promesse del Trattato di Fontainebleau vennero disattese: nel dicembre di quell'anno Godoy permise alle truppe francesi in Spagna di assistere alla spartizione del Portogallo e per di più, quando la potenza navale spagnola tracollò a Trafalgar, scoppiò in Spagna e Portogallo una rivolta contro gli invasori napoleonici. Nel marzo del 1808 Godoy, Carlo IV e Maria Luisa, col resto della corte, abbandonarono l'Escorial per raggiungere Aranjuez, con l'intenzione di fuggire poi in Messico. La scelta alla fine ricadde su Roma, dal momento che le ricchezze di Godoy in Spagna vennero confiscate.

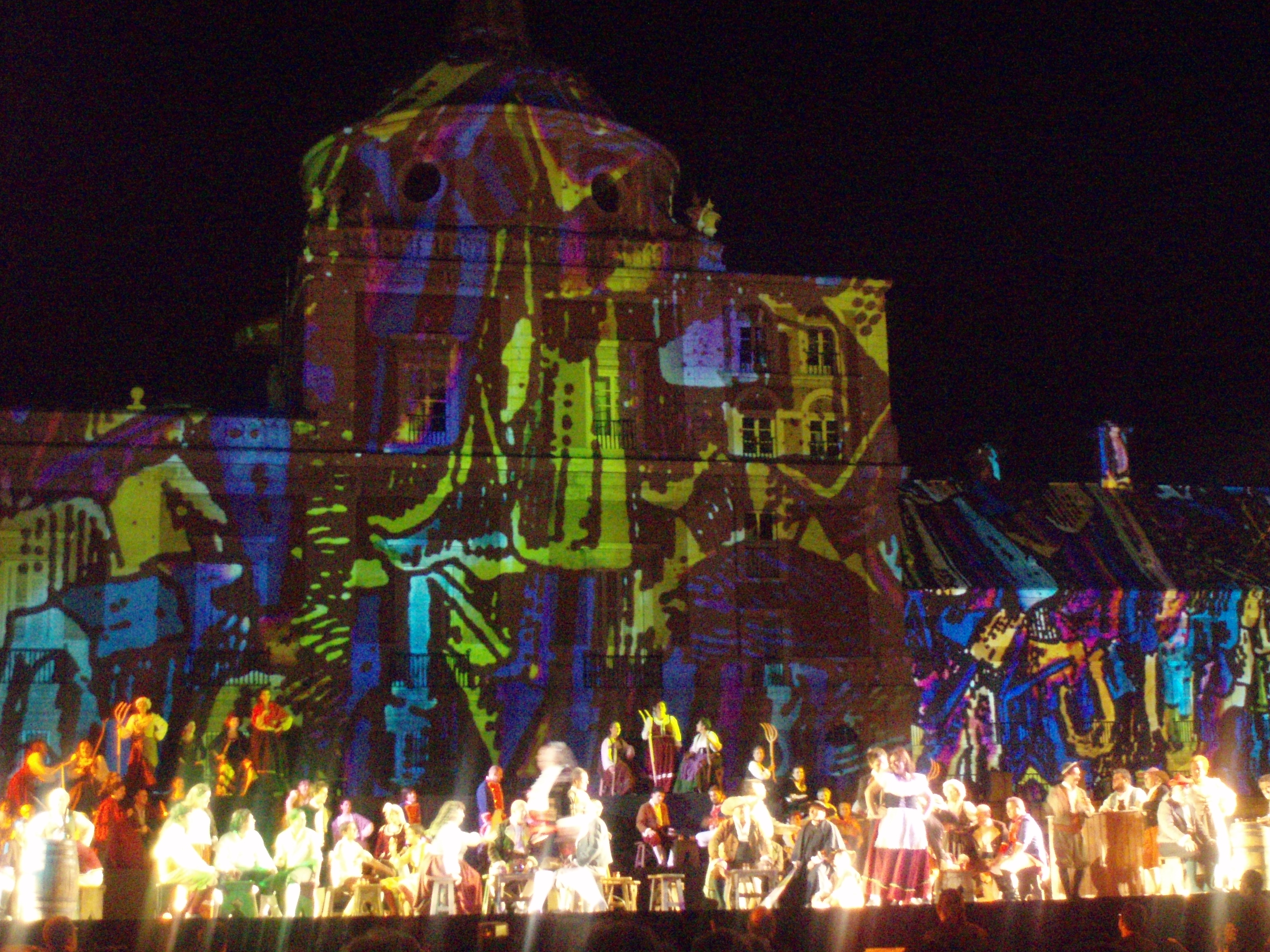
L'annuale "Festival dell'ammutinamento" a Motin de Aranjuez che commemora la rivolta del 1808. L'immagine è dei festeggiamenti del 2006

I sostenitori di Ferdinando (che aveva persino considerato un colpo di Stato contro suo padre per far tornare la situazione alla normalità) iniziarono a diffondere la notizia che Godoy aveva svenduto la Spagna a Napoleone. Il 18 marzo si ebbe un movimento popolare noto come Ammutinamento di Aranjuez: la folla entrò nella residenza di Godoy, ov'era rimasta la sua amante, Pepita. Due giorni dopo venne trovato anche Godoy, che venne imprigionato nel castello di Villaviciosa de Odón, di proprietà di sua moglie Maria Teresa. Per porre fine alla rivolta e per salvare la vita di Godoy, Carlo IV decise di accondiscendere alle richieste dei rivoltosi ed abdicò in favore di Ferdinando VII.
Il nuovo re era popolare, ma la sicurezza dello stato ancora non era stata raggiunta. Murat aveva occupato la città solo il giorno prima e, malgrado il crescente sentimento antifrancese, si rifiutò di riconoscere Ferdinando VII come nuovo sovrano spagnolo. Carlo IV protestò in favore della sua abdicazione e si appellò a Napoleone per chiedere assistenza. Con i due reali in contrasto, l'imperatore si pose come mediatore degli eventi e convocò Carlo, Maria Luisa e Ferdinando ad incontrarlo in una conferenza a Bayonne (Godoy era già stato liberato e portato in Francia per l'occasione).
Per placare gli animi, Napoleone chiese ai due sovrani di rinunciare al trono in favore della Francia. Carlo diede il proprio assenso il 5 maggio e Ferdinando fu praticamente obbligato; in cambio i due ottennero delle generose pensioni dal governo francese, nonché la garanzia dell'integrità religiosa e territoriale della Spagna. Con l'intera penisola sotto il suo controllo, Napoleone pareva aver raggiunto l'obiettivo. Anche se Carlo, Maria Luisa e Godoy si erano esiliati in Italia mentre Ferdinando e suo fratello Carlo con lo zio Antonio si erano spostati al castello di Talleyrand a Valençay, gran parte della penisola ispanica rimaneva contraria al governo dei napoleonici.

### Gli anni dell'esilio

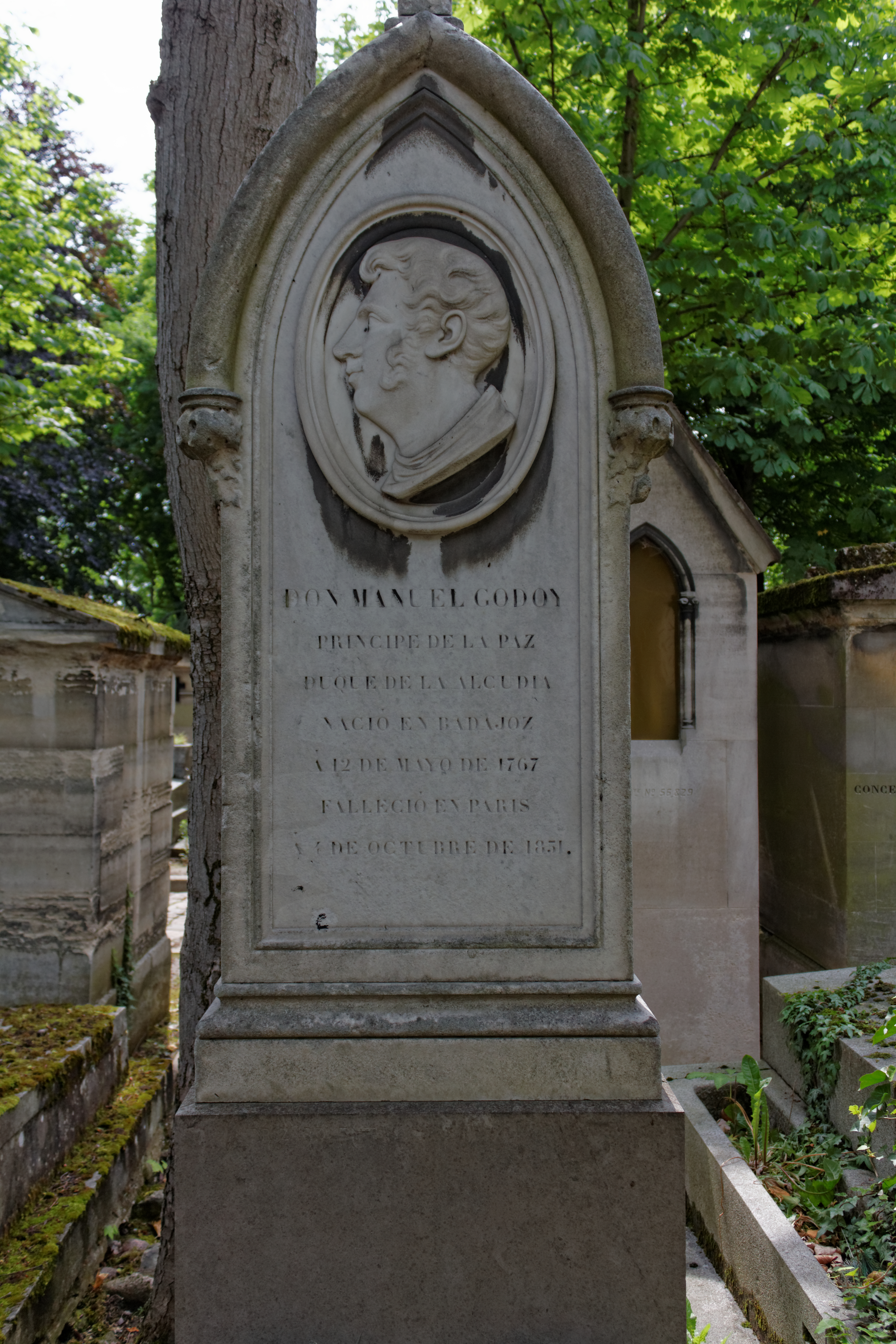
La tomba di Godoy al cimitero francese di Pere Lachaise

Godoy trascorse gli ultimi anni di vita in esilio con Carlo, Maria Luisa e sua figlia Carlota Luisa, la sua amante Pepita, e i suoi figli (Maria Teresa aveva divorziato da lui nel 1808). Il gruppo degli esiliati visse per alcuni mesi al castello di Fontainebleau, poi a Compiègne, e quindi ad Aix-en-Provence. Nell'ottobre del 1808 giunsero a Marsiglia, ove trascorsero quattro anni. Nel luglio del 1812 si trasferirono a Roma ove vissero a Palazzo Barberini.
Nell'aprile del 1814 Ferdinando VII venne reinstaurato sul trono come re di Spagna, dopo il crollo del regime napoleonico. Egli si rifiutò categoricamente di permettere ai suoi genitori e a Godoy di ritornare in Spagna e lo stesso papa Pio VII confinò Godoy e la sua amante a Pesaro. Durante i Cento giorni, Carlo IV e Maria Luisa si trasferirono dapprima in Francia e poi a Verona, ove si riunirono con Godoy e Pepita. Godoy chiese asilo politico all'imperatore Francesco I d'Austria, ma Ferdinando non glielo permise.
Dopo la finale sconfitta di Napoleone, Carlo IV, Maria Luisa e Pepita tornarono a Roma, ma il papa chiese a Godoy di rimanere a Pesaro. Nel settembre del 1815 Carlo IV e Maria Luisa chiesero personalmente al papa di annullare il matrimonio tra Godoy e Maria Teresa, così che a Godoy fosse permesso di tornare a Roma, ma per preservare l'onorabilità di Pepita questa venne trasferita a Genova. Ferdinando riuscì a far espellere Pepita da Genova e poi da Livorno, dove si era spostata, permettendole infine di trovar casa a Pisa.
Nel marzo del 1818 Luis, il figlio minore di Godoy, morì. Nell'ottobre di quello stesso anno Godoy si ammalò di malaria, ricevendo l'estrema unzione ma riprendendosi in seguito. Sul finire dell'anno, Maria Luisa si ammalò di polmonite, Carlo IV era assente a Napoli, ma Godoy era presente al suo letto di morte quando ella trapassò il 2 gennaio 1819. Cinque giorni dopo Carlo IV scrisse a Godoy chiedendogli di lasciare Palazzo Barberini a Roma, solo poche settimane prima che lo stesso Carlo IV morisse a Napoli.
Ferdinando VII continuò ad impedire a Godoy di fare ritorno in Spagna e si assicurò che non ricevesse una pensione da parte dello stato spagnolo. Egli inoltre non permise alla figlia di Godoy, Carlota, di sposare un membro della famiglia reale, ma le permise nel 1821 di sposarsi con Camillo Ruspoli, rampollo di una delle principali famiglie nobili romane di rango principesco.
Il 24 novembre 1828 Maria Teresa morì a Parigi. L'anno successivo, a dicembre, Godoy sposò Pepita. Il papa lo nominò principe di Paserano, ma Godoy si trasferì a Parigi nel 1832, dove visse di stenti. Luigi Filippo gli garantì nel 1834 una pensione di 1.000 franchi. Nel 1836 e nel 1839 Godoy pubblicò Memórias del Príncipe de la Paz, il suo memoriale di vita. Carlo IV gli aveva chiesto di non pubblicare nulla sino a dopo la morte di Ferdinando VII (che era defunto nel 1833) e così egli fece.
Nel 1844 Godoy venne autorizzato a fare ritorno in Spagna. Nel 1848 il governo spagnolo gli restituì parte dei beni confiscatigli e lo reintegrò nei suoi titoli nobiliari. Egli morì a Parigi nel 1851. Il suo corpo venne sepolto dapprima nella chiesa di Saint Roch, ed in seguito trasferito nel Cimitero di Père-Lachaise ove si trova ancora oggi. Pepita tornò in Spagna nella speranza di riuscire a reclamare le proprietà di famiglia, ma morì a Madrid il 20 settembre 1869.

### Collegamento conLa maja desnuda
Il dipinto La maja desnuda di Francisco Goya, che rappresenta una donna nuda sdraiata su un divano, si trovava un tempo nella collezione personale di Godoy. Molti ritengono infatti che il dipinto rappresenti Josefa, contessa di Castillo Fiel, che fu una delle amanti di Godoy, oppure l'amica del pittore Cayetana, duchessa d'Alba, tesi meno considerata.